# 西谷橋 (加利福尼亞州)
西谷橋（英語：West Puente Valley）是位於美國加利福尼亞州洛杉磯縣的一個人口普查指定地區。

## 地理
西谷橋的座標為34°03′03″N 117°58′11″W / 34.05083°N 117.96972°W，而該地最高點為海拔高度98米（即322英尺）。

## 人口
根據2010年美國人口普查的數據，西谷橋的面積為4.564平方千米，當中陸地面積為4.562平方千米，而水域面積為0.002平方千米。當地共有人口22636人，而人口密度為每平方千米4,959人。